# Héli Chatelain
Héli Chatelain (Murten, 29 de abril de 1859 — Lausana, 22 de julho de 1908) foi um linguista e missionário protestante suíço. Trabalhou com a população rural em Angola, onde fundou uma missão e, em particular, lutou contra a escravidão que ainda assolava o país no século XIX.

## Biografia
Heli Chatelain nasceu em Murten (Morat em francês) em 1859, numa família de relojoeiros do cantão de Jura. Gravemente incapacitado desde o nascimento, ele não podia se mover sem a ajuda de dois bastões. Ele foi em direção à leitura e estudo de línguas, bem como no estudo da Bíblia e da teologia. Ele passou vários anos em Lausana, depois em Angola onde descobriu o mundo das missões religiosas e do comércio colonial. Ele então se mudou para os Estados Unidos na região de Nova Iorque. Em 1896, ele fundou a "Liga Filantrópica", que tinha o objetivo de estabelecer missões no continente africano e proteger os escravos fugitivos.
Em 1897, ele retornou a Angola para fundar a missão Lincoln em Caluquembe. Ele estudou kimbundu, uma língua local da qual ele publicou uma gramática. Em 1907, ele retornou à Suíça, onde morreu um ano depois.

## Obra missionária
Sensibilizado pelas histórias do explorador e evangelista David Livingstone, bem como a ação antiescravagista do presidente americano Abraham Lincoln, Chatelain se esforçou para lutar contra a escravidão ainda presente em Angola no final do século XIX.
Em 1961, o jornal suíço L'Impartial editado em La Chaux-de-Fonds, lembrou a importância do trabalho de Chatelain: Citação: (em Angola), as missões têm realizado uma grande obra. Embora a maior parte do esforço tenha sido realizada pelas missões anglo-saxónicas, é necessário lembrar o público da Suíça francófona da parte tomada pela missão filafricana fundada em 1897 por Héli Chatelain, de Tramelan.